# Marc Lavoine
Pour les articles homonymes, voir Lavoine (homonymie).
Marc Lavoine, est un chanteur, parolier et acteur français, né le 6 août 1962 à Longjumeau, (Essonne).
Il connaît son premier succès en 1984 avec la chanson Pour une biguine avec toi, et son second l'année d'après avec Elle a les yeux revolver. Il a publié 13 albums studio.
Il se fait également remarquer au cinéma en jouant notamment dans L'Enfer, Le Cœur des hommes et Si c'était lui... ainsi que dans des séries télévisées telles Pause café, Crossing Lines, Kepler(s).

## Biographie
Marc Lucien Denis Lavoine est fils de Lucien Lavoine (1934-2006), employé aux PTT, militant cégétiste, athée et communiste, et de Micheline Collin (1936-2011), secrétaire, Marc Lavoine a un frère aîné, Francis, qui a cinq ans de plus que lui, un « grand frère protecteur »  qui lui a offert sa première guitare. Il a également une demi-sœur de dix-huit ans sa benjamine, née à Toulouse du troisième et dernier mariage de son père. Il grandit au sein d’une famille mélomane et passe sa jeunesse à Wissous, dans la banlieue sud de Paris. Il effectue sa scolarité au collège Les-Dînes-Chiens de Chilly-Mazarin, et poursuit par des études techniques au lycée Maximilien-Vox, section « imprimerie », situé au 5 rue Madame dans le 6e arrondissement de Paris. Élève typographe, il y étudie notamment le travail des relieurs à la feuille d'or.
Marc Lavoine est, depuis toujours, passionné par la comédie et la chanson, avec une mère qui se rêvait danseuse et un père trompettiste de jazz. Il écrit ses premières chansons dès l'adolescence. À 16 ans, il abandonne ses études et reste à Paris, bien décidé à faire carrière dans le théâtre. Il intègre une troupe de comédiens amateurs, rue de Chabrol à Paris. Une de ses amies lui trouve un emploi d'ouvreur à l'Olympia en 1979. Il montre ses premières chansons à Patricia Coquatrix, fille de Bruno Coquatrix, à qui elle succède comme directrice artistique de la salle de music-hall. Sur sa recommandation, il contacte le producteur Fabrice Aboulker qui l'envoie chanter avec un groupe metalleux lyonnais, « Your Vice », au début des années 1980, mais l'expérience échoue rapidement.
Marc Lavoine s'intéresse aussi très tôt à l'art. Il affectionne plusieurs mouvements artistiques comme le surréalisme, le cubisme ou encore le lettrisme. Il n'expose pas ses œuvres qu'il conserve chez lui. On y trouve de nombreux portraits, des dessins, des peintures, des mélanges de textes, dessins, photos... 

### Carrière musicale et succès

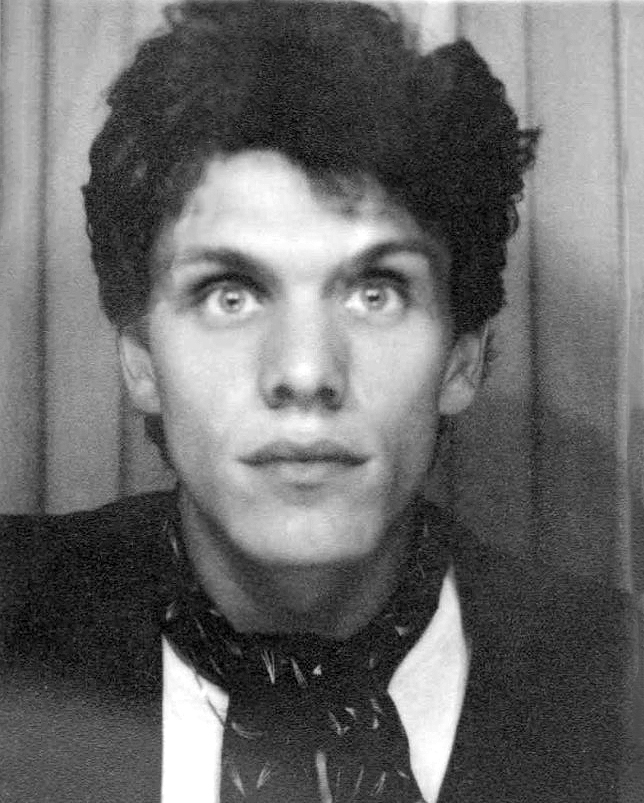
Marc Lavoine en 1984, période de son inscription à la Sacem.

Après avoir commencé comme acteur dans des rôles secondaires, notamment dans la série Pause café avec Véronique Jannot, il sort en 1983 sa première chanson, Je n'sais même plus de quoi j'ai l'air, mais c'est avec Pour une biguine avec toi (1984) et surtout Elle a les yeux revolver (1985) qu'il connaît le succès (700 000 exemplaires vendus de ce dernier).
Peu après, fin 1985, il publie son premier album, Marc Lavoine, qui comprend d'autres succès tels Le Parking des anges ou Bascule avec moi, faisant de Lavoine l'archétype du jeune chanteur romantique.
Pour rompre avec cette image, il enregistre en 1987 un duo avec Catherine Ringer, chanteuse du groupe Rita Mitsouko, Qu'est-ce que t'es belle, extrait de son deuxième album, Fabriqué. En 1989, Marc Lavoine sort son troisième opus, Les Amours du dimanche, qui se vend à 300 000 exemplaires, porté par des titres comme C'est la vie, Rue Fontaine et Je n'ai plus rien à te donner. L'année suivante, il écrit l'album Caribou pour la chanteuse québécoise Martine St-Clair, sur lequel il interprète en duo la chanson Hemingway.
En 1992, il connaît un franc succès avec la chanson Paris, premier single de l'album du même nom.
En 1996, Marc Lavoine sort son album Lavoine Matic et la chanson C'est ça la France, qui est récompensé d’une victoire de la musique du meilleur clip en 1997.
En 2001, il sort un album dont les arrangements sont enregistrés pour la première fois avec un orchestre philharmonique. Il y met en musique le poème d'Apollinaire Le Pont Mirabeau. Il contient quatre duos dont les tubes J'ai tout oublié et Je ne veux qu'elle, avec respectivement Cristina Marocco et Claire Keim. En janvier 2004, il est nommé pour le prix de l'artiste masculin francophone de l'année aux NRJ Music Awards à Cannes, grâce au succès du duo Dis-moi que l'amour avec Bambou.

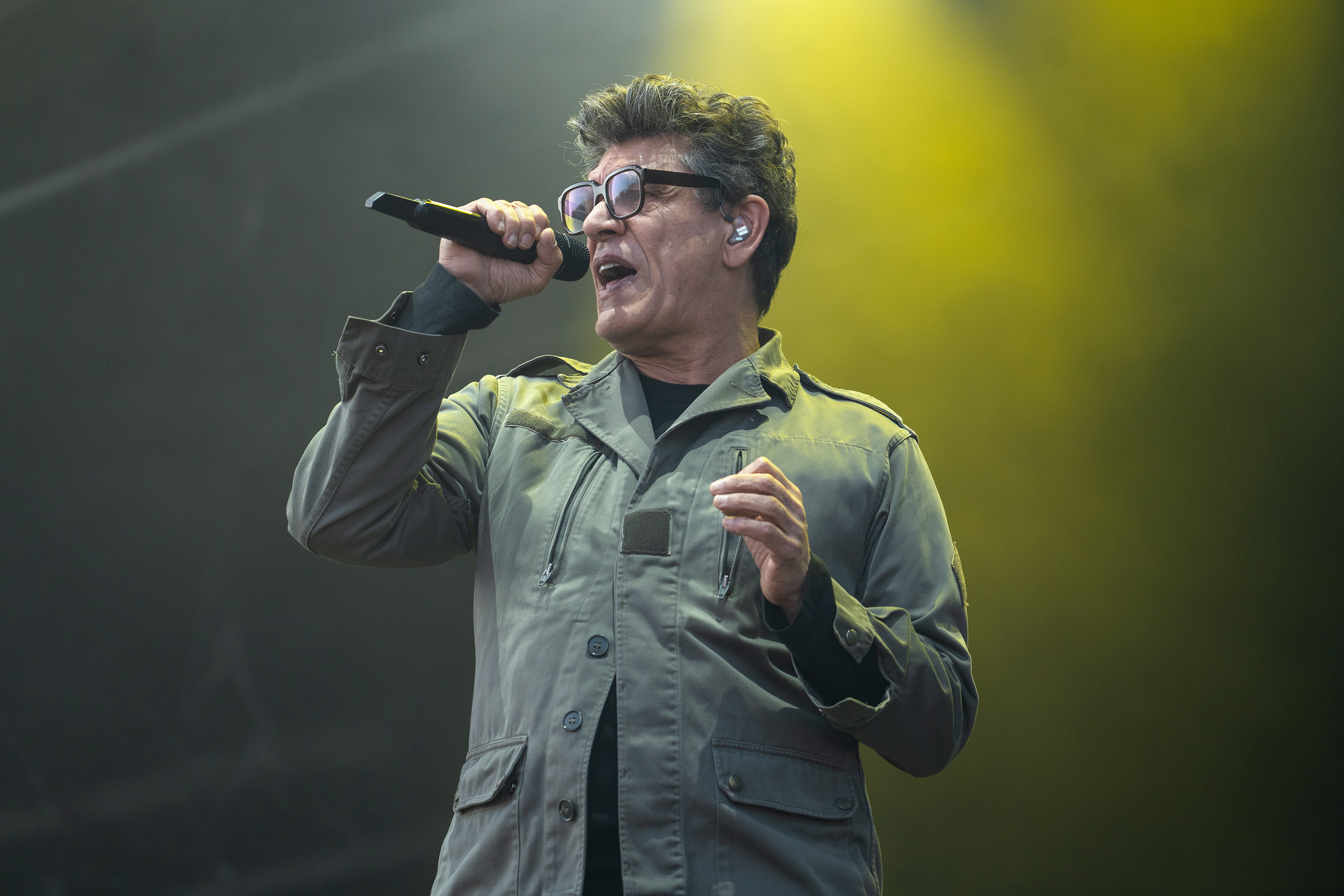
Marc Lavoine au Festival Papillons de nuit 2023.

En 2005, est publié l'album L'heure d'été, qui reçoit un double disque de platine, porté par les titres Je me sens si seul et Toi mon amour.
Le 31 août 2009, paraît Volume 10 dont le titre rappelle qu’il s’agit de son dixième album studio. Il contient deux duos : La Grande Amour avec Valérie Lemercier, et Lentement avec sa fille Yasmine. La semaine prochaine est le premier single extrait de cet album.
Le 10 septembre 2012, sort son onzième album studio Je descends du singe, qui se classe numéro un des ventes dès sa sortie.
Le 16 septembre 2016, l'album Les Souliers rouges voit le jour, dans lequel chantent également les artistes Cœur de pirate et Arthur H.
En mai 2018, paraît son douzième album intitulé Je reviens à toi, comprenant dix nouveaux titres, chez Barclay.
En 2020, Marc Lavoine intègre le jury de la saison 9 de The Voice : La Plus Belle Voix diffusée sur TF1, aux côtés de Pascal Obispo, Lara Fabian et Amel Bent. Il endosse une nouvelle fois le rôle de coach pour la dixième saison, en 2021 aux côtés d'Amel Bent, Florent Pagny (qui revient dans l'émission) ainsi que de Vianney, intégrant le jury pour la première fois.

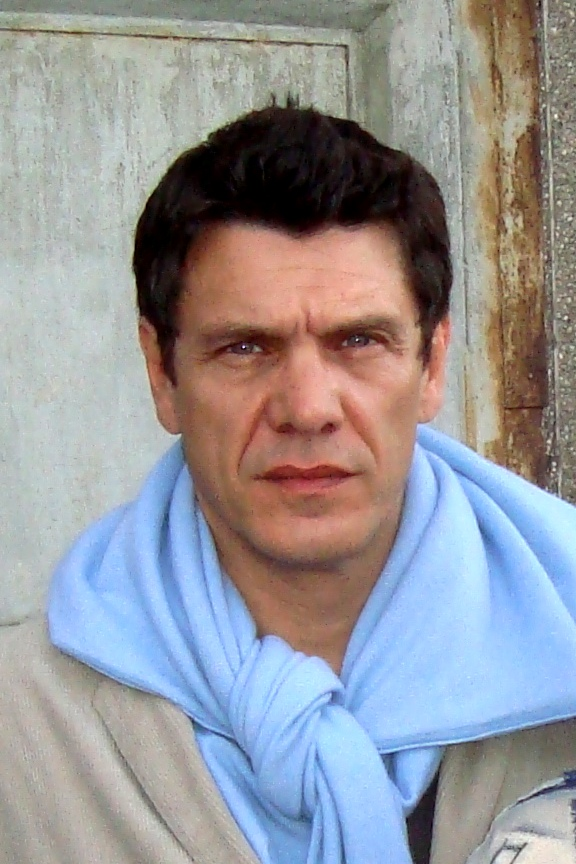
Marc Lavoine en mai 2011 au PBA de Charleroi.

Pendant la pandémie de Covid-19 en France en 2020, il écrit les paroles du titre Pour les gens du secours sur une musique de Pascal Obispo. Florent Pagny les accompagne au chant. L’intégralité des droits est reversée à la Fédération hospitalière de France et à la fondation Hôpitaux de Paris-Hôpitaux de France.
Marc Lavoine a expliqué qu'il souffrait de lypémanie, une maladie héréditaire dont souffrait sa mère, qui a altéré sa voix, et avoir du mal à respirer. Il a néanmoins sorti le 14 janvier 2022 un treizième album  adulte jamais, puis le 25 novembre 2022 une réédition augmentée de trois titres. Mais sa maladie se constate en concert où il a des absences et une perte de voix Cela le conduit à faire des prestations sur scène écourtées. Marc Lavoine connaît aussi un problème de tabagisme qui a des conséquences sur sa voix.
En septembre 2023, il annonce ne plus vouloir être nommé aux Victoires de la musique. 

### Carrière cinématographique

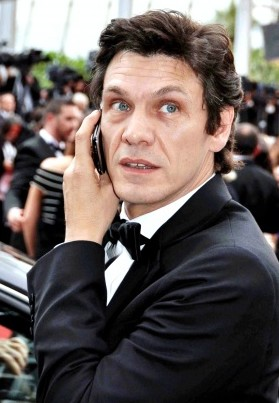
Marc Lavoine au Festival de Cannes 2010.

Marc Lavoine hésite entre cinéma et chanson. À 16 ans, il tente le métier d'acteur. Il fait ses débuts comme comédien dans de nombreux téléfilms et décroche un rôle dans Pause café, feuilleton de télévision populaire.
En 1994, il joue un rôle dans un film de Claude Chabrol, L'Enfer avec Emmanuelle Béart et François Cluzet. En 1997, il apparaît dans un épisode de la série télévisée Le juge est une femme et en 1999 joue avec Chantal Lauby dans la sitcom Eva Mag.
En 2003, il joue dans le film L'Homme de la Riviera avec Nick Nolte, Gérard Darmon et Tchéky Karyo. En 2005, il joue dans Toute la beauté du monde de Marc Esposito. En novembre 2007, il obtient le prix d'interprétation au Festival de Cosne-Cours-sur-Loire pour son rôle dans le film Si c'était lui....
Son rôle le plus connu au cinéma reste néanmoins celui d'Alex, un homme marié et volage, dans Le Cœur des hommes en 2003, et ses suites, Le Cœur des hommes 2 en 2007, et Le Cœur des hommes 3 en 2013.
En 2008, Marc Lavoine prête sa voix au personnage Tai Lung dans le film de DreamWorks Animation : Kung Fu Panda.
En 2012, il joue le rôle d'un flic « ripou » dans Mains armées.
En 2013, il se retrouve à la tête d'une unité d'élite composée des meilleurs policiers européens de la Cour pénale internationale dans la série Crossing Lines, une coproduction internationale.
En 2014, il interprète un second rôle dans le film La Liste de mes envies où il donne la réplique à Mathilde Seigner.
En 2019, Marc Lavoine prête sa voix à Boomer, le personnage principal du film Le Parc des merveilles.
En 2020, il joue dans le film Le Petit Piaf, aux côtés de Gérard Jugnot et de Soan Arhimann, le gagnant de la sixième saison de The Voice Kids.
En 2022, il interprète un médecin dans la série policière I3P diffusée sur TF1.

## Vie privée

### Vie sentimentale et familiale
En 1986, Marc Lavoine participe à l'émission Sexy Folies, diffusée sur Antenne 2. Interrogé par Mireille Dumas, il évoque « un mec, qui avait mon âge et qui a mon âge aujourd'hui, et [qui] a compté pour moi autant que la femme avec qui je vis aujourd'hui. [...] C'est une histoire d'amour, complètement ». À la question : « C'est plutôt de la bisexualité, c'est ça ? », le chanteur répond : « Oui, si on veut. Mais moi bisexualité, homosexualité, sexualité... je m'en fous. C'est une question d'amour. Y'a pas d'étiquette réelle à porter là-dessus, je crois qu'à un moment y'a des envies qui sont là, et que pour être bien dans sa tête faut s'assumer ».
Au début des années 1980, Marc Lavoine se marie avec le mannequin américain Denise Pascale (morte d'un cancer en décembre 2017). En mars 1986 naît de leur union un fils : Simon Lavoine. À la fin des années 1980, cette union prend fin. Touché par cette rupture, il part aux États-Unis avec son compère Fabrice Aboulker pour trouver l’inspiration et peaufiner l’album Les Amours du dimanche, paru en 1989.
Le 25 mai 1995, il épouse, lors d'un mariage catholique à Marrakech, puis civil le lendemain, Sarah Poniatowski dont le père, Jean-Stanislas, est un cousin de l'ancien ministre Michel Poniatowski. Le couple a trois enfants : Yasmine, née en 1998, Roman, né en 2007, et Milo, né en 2010. En mars 2018, ils annoncent leur séparation et leur intention de lancer une procédure de divorce après vingt-trois ans de mariage.
À partir de 2018, il est en couple avec la romancière Line Papin. Ils se marient le 25 juillet 2020 à Paris,. Ils divorcent en 2022.
Le 24 juin 2024, le magazine Paris Match annonce le début d'une relation avec Adriana Karembeu.

### Engagements
Marc Lavoine est un fidèle participant des concerts des Enfoirés de 1996 à 2006, puis en 2008, 2014, 2016 et 2018.
Depuis 1997, il s'engage auprès du journal Le Papotin, au côté de son fondateur Driss El Kesri et rédigé par des enfants autistes,. Dans cette logique, il crée l'association « Le Papotin », afin de leur venir en aide. En 2011, toujours avec Driss El Kesri, il publie le livre Toi et moi on s'appelle par nos prénoms qu'il adaptera en documentaire la même année.
Il écrit pour Calogero en 2009 le titre Nathan, qui a pour sujet un enfant autiste (album L'Embellie).
Il est le parrain de l'édition 2015 du Téléthon qui a eu lieu les 4 et 5 décembre 2015.
Il est le cofondateur du collectif « Les cartables connectés ».
Avec son ami Abdel Aïssou, directeur général de Randstad France, il a créé une fondation soutenant des projets locaux d'insertion des jeunes par l'emploi, par exemple le parrainage d'une opération contre le gaspillage alimentaire.

### Vie associative
Marc Lavoine est membre de la confrérie du melon de Lectoure.

## Discographie

### Albums studio
- 1985 : Marc Lavoine
- 1987 : Fabriqué
- 1989 : Les Amours du dimanche
- 1991 : Paris
- 1993 : Faux Rêveur
- 1996 : Lavoine Matic
- 1999 : Septième Ciel
- 2001 : Marc Lavoine
- 2005 : L'Heure d'été
- 2009 : Volume 10
- 2012 : Je descends du singe
- 2016 : Les Souliers rouges (avec Arthur H et Cœur de pirate)
- 2018 : Je reviens à toi
- 2022 : Adulte jamais

### Albums en public
- 1988 : Live à la Cigale
- 2003 : Olympia deux mille trois

### Compilations
- 1995 : Best of 1985/1995
- 2001 : C'est ça Lavoine
- 2007 : Les Duos de Marc
- 2007 : Les Solos de Marc
- 2019 : Morceaux d'amour
- 2024 : Revolver (Ses plus belles chansons de son répertoire en version symphonique + inédits)

## Filmographie

### Cinéma
- 1984 : Frankenstein 90 d'Alain Jessua : Créature Mâle
- 1994 : L'Enfer de Claude Chabrol : Martineau
- 1995 : Fiesta de Pierre Boutron : Casado
- 1996 : Les Menteurs d'Élie Chouraqui : Victor
- 1998 : Cantique de la racaille de Vincent Ravalec : Bruno
- 1999 : Le Double de ma moitié d'Yves Amoureux : Jérôme Quantas
- 2001 : Ma femme est une actrice d'Yvan Attal : Cameo
- 2002 : Blanche de Bernie Bonvoisin : Tesmoulenes
- 2003 : Trahison (Deception) de Max Fischer : Robert Steiner
- 2003 : L'Homme de la Riviera de Neil Jordan : Rémi
- 2003 : Le Cœur des hommes de Marc Esposito : Alex
- 2003 : Les Clefs de bagnole de Laurent Baffie : le comédien qui refuse de tourner
- 2006 : Toute la beauté du monde de Marc Esposito : Franck
- 2007 : Le Cœur des hommes 2 de Marc Esposito : Alex
- 2007 : Si c'était lui... d'Anne-Marie Étienne : Valentin
- 2009 : Celle que j'aime d'Élie Chouraqui : Antoine
- 2009 : Liberté de Tony Gatlif : Théodore
- 2009 : Les Meilleurs Amis du monde de Julien Rambaldi : Max
- 2011 : Les Tribulations d'une caissière de Pierre Rambaldi : Monsieur Ferry
- 2012 : Mains armées de Pierre Jolivet : Julien Bass
- 2013 : Le Cœur des hommes 3 de Marc Esposito : Alex
- 2014 : La Liste de mes envies de Didier Le Pêcheur : Jocelyn
- 2014 : À toute épreuve d'Antoine Blossier : M. Brice Lefoll
- 2014 : Papa Was Not a Rolling Stone de Sylvie Ohayon : Christian
- 2014 : Sous les jupes des filles d'Audrey Dana : le beau gynécologue
- 2015 : Le Talent de mes amis d'Alex Lutz : le juré de Amazing Star
- 2018 : Love Addict de Frank Bellocq : Joe
- 2021 : Le Petit Piaf de Gérard Jugnot : Pierre Leroy

### Doublage
- 2006 : Arthur et les Minimoys de Luc Besson : Darkos[38]
- 2008 : Kung Fu Panda de Mark Osborne et John Stevenson : Tai Lung[39]
- 2009 : Arthur et la Vengeance de Maltarzard de Luc Besson : Darkos[40]
- 2010 : Arthur 3 : La Guerre des deux mondes de Luc Besson : Darkos[41]
- 2013 : Ma maman est en Amérique, elle a rencontré Buffalo Bill de Marc Boréal et Thibaut Chatel : le père de Jean
- 2019 : Le Parc des merveilles de Dylan Brown : Boomer[39]

### Bande originale
- 2009 : Le Bal des actrices de Maïwenn (1 titre écrit par Marc Lavoine sur une musique de Jean-François Berger)

### Télévision

#### Comédien
- 1981 : Pause café de Serge Leroy : Alain
- 1996 : Vice vertu et vice versa de Françoise Romand : Étienne Rivet
- 1998 : Le juge est une femme de Pierre Boutron : Perrin
- 1999 : Eva Mag d'Agnès Boury : Le psychologue
- 2001 : Dans la gueule du loup de Didier Grousset : Jean-Pierre Gallois
- 2013-2014 : Crossing Lines : Louis Daniel (saisons 1 et 2)
- 2014 : L'Emprise de Claude-Michel Rome : Procureur Luc Frémiot
- 2014-2015 : Frères d'armes de Rachid Bouchareb et Pascal Blanchard : le présentateur de Saint-Just Borical
- 2015 : L'Emprise de Claude-Michel Rome : le procureur Luc Frémiot
- 2016 : Ne m'abandonne pas de Xavier Durringer : Adrien
- 2018 : Kepler(s) de Frédéric Schoendoerffer : Samuel Kepler
- 2021 : L'École de la vie de Elsa Bennett et Hippolyte Dard : Eric Morel
- 2021 : Loin de chez moi de Frédéric Forestier : Guillaume Thierry
- 2021 : I3P de Jérémy Minui : professeur Mathias Bernardt
- 2023 : Je te promets : lui-même, coach de The Voice

### Clips musicaux
- 1988 : Qu'est-ce que t'es belle, texte de Marc Lavoine, musique de Fabrice Aboulker, avec Catherine Ringer, réalisation Jean-Baptiste Mondino
- 1989 : C'est la vie, texte de Marc Lavoine, musique de Fabrice Aboulker, avec Mathilda May, réalisation Fabrice Aboulker
- 2015 : Bogda Bogdanov de Cyril Hanouna, avec Igor et Grichka Bogdanoff, Marc Lavoine dans le rôle du DJ

## Émissions de télévision
- 1986 : Sexy Folies (Antenne 2)
- 2004 : NRJ Music Award (TF1 et NRJ)
- 2019 : La Chanson secrète (TF1)
- 2020 à 2022 : The Voice : La Plus Belle Voix (TF1) (3 saisons)

## Théâtre
- 2015 : Le Poisson belge de Léonore Confino, mise en scène Catherine Schaub, La Pépinière-Théâtre

## Publications

### Auteur ou co-auteur
- 2011 : Marc Lavoine et Driss El Kesri, Toi et moi, on s'appelle par nos prénoms (récit), Fayard  (ISBN 978-2213662473)
- 2013 : Marc Lavoine et Cyrille Putman, 1er Rendez-vous (album photos), éditions La Martinière  (ISBN 978-2732451343)
- 2015 : Marc Lavoine, L'Homme qui ment (récit), éditions Fayard  (ISBN 978-2213633626) (également disponible en livre audio lu par l'auteur, Audiolib)
- 2021 : Abdel Aïssou et Marc Lavoine, Mon cartable, quelle histoire ! 26 souvenirs d'enfance, Belin Éducation  (ISBN 979-1035819439)
- 2025 : Marc Lavoine, Quand arrivent les chevaux  (récit), Fayard  (ISBN 978-2213701516)

### Préfacier
- 2014 : Duy Binh Vuong, assisté de Martine Ruegg-Vanek, Marc Lavoine (préface), Loin des yeux de ma mère (récit), éditions First  (ISBN 978-2754053044)

## Distinctions

### Décorations
- Chevalier de la Légion d'honneur (2007)[42]
- Officier de l'ordre des Arts et des Lettres (2007)[43] ; chevalier (2004)[44]

### Récompenses
- 1986 : Prix Raoul-Breton de la SACEM pour l'album Marc Lavoine
- 1997 : Victoire du vidéo-clip pour C'est ça la France, lors de la 12e cérémonie des Victoires de la musique
- 2007 : Prix d'interprétation de Cosne-Cours-sur-Loire pour le film Si c'était lui...
- 2021 : Prix Adami de l'artiste citoyen[45]

### Hommage
- 2016 : le 1er février, Marc Lavoine inaugure sa statue de cire au musée Grévin à Paris, dévoilée par Stéphane Bern, président de l'académie Grévin[46].

## Ambassadeur de marque automobile
De 2016 à 2018, Marc Lavoine est ambassadeur de la marque automobile Mercedes-Benz. À ce titre, les dernières nouveautés de la marque étaient mises à sa disposition aux fins de promotion, notamment pour ses déplacements lors de ses tournées à travers la France.